# Insurrección comunista en Brasil de 1935

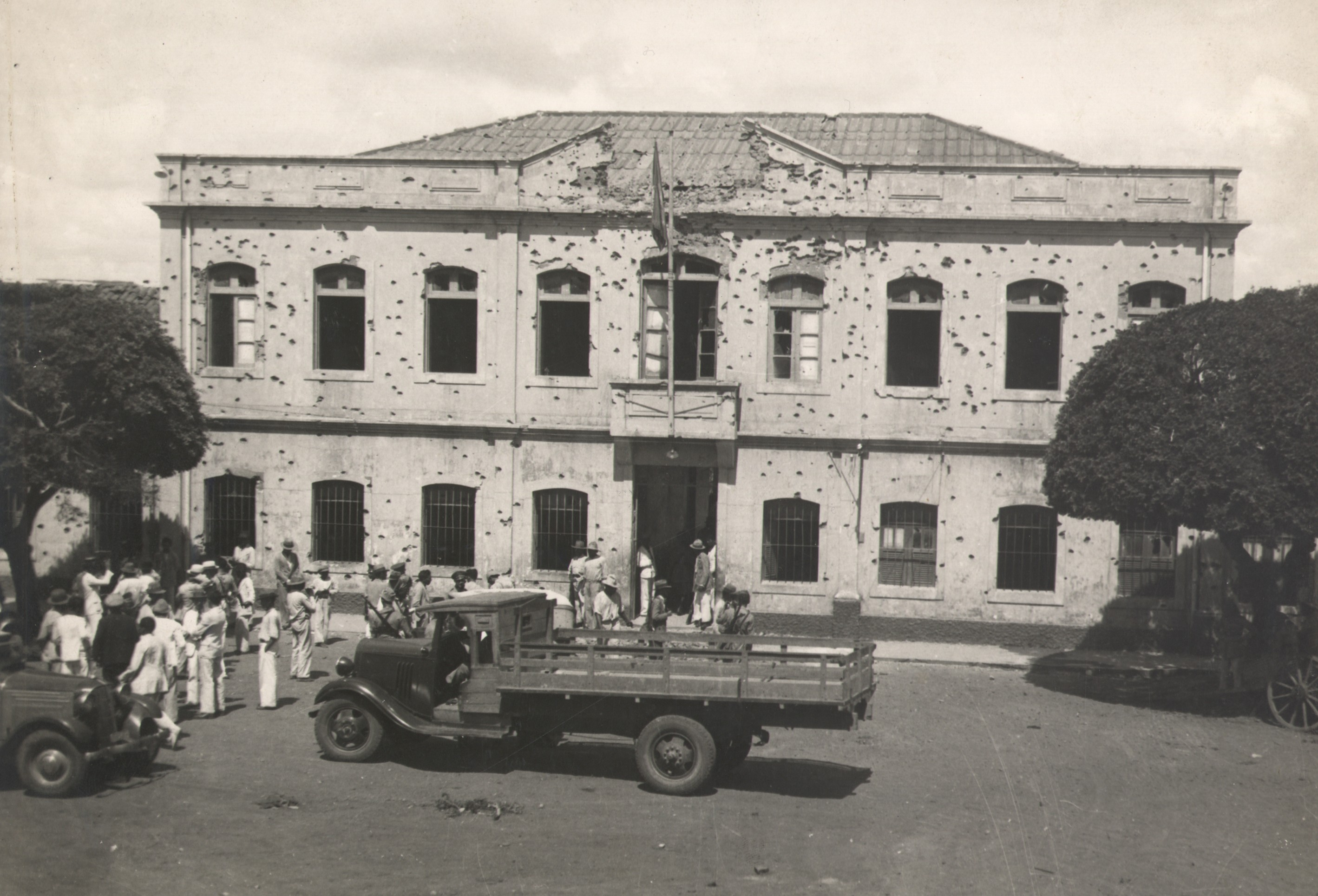
Fachada de la jefatura de policía de Natal con balas de soldados y civiles comunistas en el contexto del levantamiento de 1935.

La Insurrección comunista en Brasil de 1935 fue una sublevación militar de inspiración comunista ocurrida en Brasil en noviembre de 1935 para derrocar al régimen de Getúlio Vargas. La revuelta estaba basada en un amotinamiento inicial de guarniciones militares que sería posteriormente apoyado por la dirección del Partido Comunista Brasileño, liderado entonces extraoficialmente por Luís Carlos Prestes, exmilitar con gran fama dentro del ejército tras dirigir la Columna Prestes en 1925-1927. Se contaba con la colaboración de otros militantes comunistas recién llegados a Brasil desde la Unión Soviética en el año anterior. 

## La sublevación
El movimiento sufría de una escasa articulación política previa en tanto el Partido Comunista Brasileño parecía sobreestimar su poder de cohesión y atracción sobre las masas organizadas en partidos opositores y sindicatos (así como sobreestimaba la influencia política de Luis Carlos Prestes entre las tropas), lo cual impidió una sublevación popular simultánea y mantuvo a la intentona dentro de los esquemas de un simple golpe militar clásico. El Comité Ejecutivo de la Internacional Comunista tenía algunos de sus integrantes (el argentino Rodolfo Ghioldi, el alemán Arthur Ewert, y la esposa alemana de Prestes, Olga Benario) apoyando la revuelta proyectada, pero no tenían mucho tiempo de preparación previa y confiaban en una sencilla revolución espontánea de las masas también en base al prestigio de Prestes entre los soldados; considerando que en una sociedad semifeudal la sublevación de masas campesinas en apoyo de la revuelta comunista sería un proceso sencillo y casi inmediato. 
En el proyecto de la Comintern y del PCB había también un objetivo muy ambicioso, como era el derrocamiento directo del gobierno e instauración de un nuevo sistema político (a diferencia de las sublevaciones típicas del Tenentismo, que eran más conscientes de la dificultad de semejante plan y solo buscaban un cambio en la política del régimen vigente).
La intentona estalló en guarniciones militares dispersas (y muy distantes entre sí) a lo largo del territorio brasilero y en distintas fechas: una revuelta ocurrió en Natal y sus alrededores entre el 23 y el 25 de noviembre, luego en Recife el 25 de noviembre de 1935 y al final en Río de Janeiro el día 27 de noviembre. La sublevación en Natal logró formar un gobierno provisorio pero sin lograr mayor adhesión fuera de dicha ciudad hasta que fue dominada tras dos días de combate, en Recife la sublevación también fue sofocada tras unas pocas horas de lucha en los cuarteles de la ciudad. Estos hechos alertaron al gobierno de Getúlio Vargas, mientras las guarniciones militares de todo el país se preparaban para otra conmoción.
Sin factor sorpresa tras los sucesos de Natal y Recife, y con inferioridad numérica, los sublevados comunistas en Río de Janeiro fueron también derrotados por las tropas leales al gobierno el mismo día 27, pero tras muy violentos combates en varios cuarteles de la ciudad, que incluyeron un intento de los rebeldes para tomar las instalaciones de la Escola de Aviação Militar (lo cual fracasó cuando unidades leales al régimen bombardearon la pista de aviación con artillería). Las luchas en el cuartel de Praia Vermelha en el barrio de Urca fueron también muy feroces, los sublevados lograron allí derrotar inicialmente a las tropas leales pero al final del día fueron también vencidos por estas, cuando en un sangriento ataque frontal, combinado con bombardeos artilleros, las tropas sublevadas fueron derrotadas. La planificada sublevación espontánea de obreros y campesinos no sucedió y los líderes del PCB participantes en la lucha no lograron formar fuerzas para oponerse al gobierno, prontamente fueron detenidos casi en su totalidad.

## Consecuencias
Como consecuencia de la intentona, el gobierno de Getúlio Vargas dispuso de un pretexto idóneo para perseguir y reprimir a socialistas y comunistas, sin importar si habían apoyado o no la revuelta. Los comunistas extranjeros que habían llegado a Brasil hacía poco fueron mayormente arrestados, torturados, y luego deportados. Cuando Luis Carlos Prestes fue detenido con Olga Benario en marzo de 1936, Benario fue extraditada a Alemania para ser encarcelada allí, pese a tener varios meses de embarazo. 
Uno de los principales elementos de propaganda del régimen de Getúlio Vargas fue que la Intentona Comunista habría sido simplemente un "plan de extranjeros infiltrados" (minimizando así el importante rol de Prestes y del Partido Comunista Brasilero), y en consecuencia la feroz represión posterior quedaría justificada bajo un acto de defensa de los intereses nacionales. Esto implicaría que la propaganda del régimen de Vargas definiera a este como nacionalista y fácilmente pudiese descalificar a los soldados rebeldes (y a los simpatizantes de la revuelta comunista en general) como "traidores al ejército y a la nación"; esta fue una interpretación expresada también insistentemente por la dictadura militar de derecha instalada por el golpe militar de 1964.